# 人吉市民の歌
「人吉市民の歌」（ひとよししみんのうた）は、日本の熊本県人吉市が制定した市民歌である。作詞・佐藤末治、作曲・下総皖一。

## 解説
1962年（昭和37年）の市制20周年を控えて歌詞の懸賞募集が行われ、160篇の応募作から入選した歌詞に東京芸術大学教授の下総皖一が曲を付けて完成、1960年（昭和35年）7月16日に発表演奏が行われた。入選者の佐藤末治は岡山県からの応募で、同時期に「岡山市民歌」や滋賀県の「守山市歌」でも応募作が採用されている。旋律は2012年（平成24年）末に著作権の保護期間を満了した。
人吉市役所では市民歌の演奏機会について「市が開催する記念式典、音楽祭で歌われている。また、人吉市役所の始業式（朝礼前）に放送している」とする。2023年（令和5年）2月には、市のYouTube公式チャンネルで音源が提供されるようになった。